# Stenhomalus humilis
Stenhomalus humilis là một loài bọ cánh cứng trong họ Cerambycidae.